# Amphinemura steinmanni
Amphinemura steinmanni är en bäcksländeart som beskrevs av Peter Zwick 1973. Amphinemura steinmanni ingår i släktet Amphinemura och familjen kryssbäcksländor. Inga underarter finns listade i Catalogue of Life.